# Johan Ihrfelt
Johan Sven Åke Ihrfelt, född 19 augusti 1967, är en svensk entreprenör. Han är son till Åke Ihrfelt.
Johan Ihrfelt utbildade sig till civilekonom vid Handelshögskolan i Stockholm och studerade juridik vid Stockholms universitet. Han arbetade på Kinnevik och är medgrundare till webbportalen Spray.se 1995, som han var vd för.
År 2004 grundade han företaget OX2 som utvecklar förnybar energi. Han var vd för företaget de första tio åren och blev sedan styrelseordförande. 
Johan är idag vd för Peas Industries, som äger och utvecklar bolag med hållbarhet i fokus.